# Lemnos
Lemnos, Limnos ou Lemno (em grego: Λήμνος, transl. Límnos) é uma ilha grega localizada no nordeste do Mar Egeu. A ilha faz parte da prefeitura de Lesbos e da periferia do Egeu Setentrional. Possui uma área de 476 km², grande parte é montanhosa, porém, existem alguns vales bastante férteis. As principais cidades são Mirina, na costa oeste, e Mudros na costa leste, em uma grande baía localizada no meio da ilha. Mirina, também conhecida como Castro, possui um excelente porto, local de todas as operações comerciais com a ilha.

## Municípios
| Município   | código YPES | Sede    | Código Postal | Código Telefônico ((0)30-) |
| ----------- | ----------- | ------- | ------------- | -------------------------- |
| Atsiki      | 3504        | Atsiki  | 814 01        | 22530                      |
| Moudros     | 3512        | Mudros  | 814 01        | 22520-7                    |
| Mirina      | 3513        | Mirina  | 814 00        | 22540-2                    |
| Nea Koutali | 3515        | Kontias | 814 00        | 22540-5                    |

## Na mitologia grega

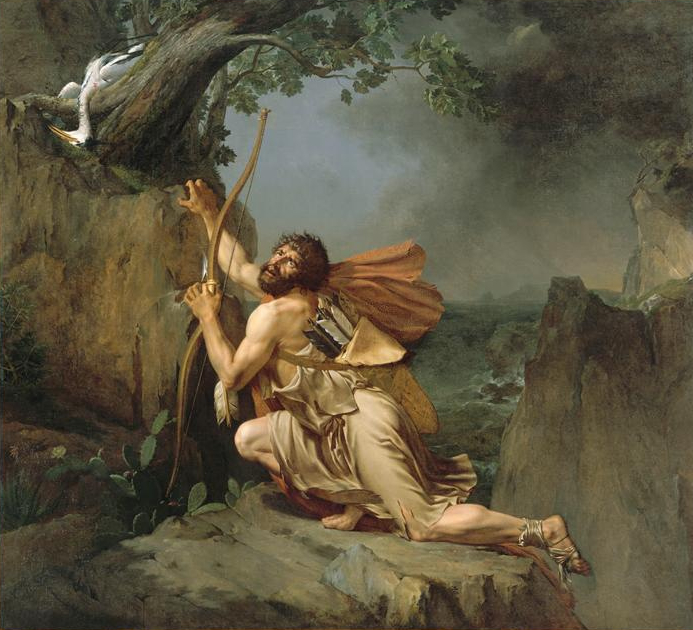
Filocetes na ilha de Lemnos

Na mitologia grega, Lemnos é a ilha onde Filoctetes foi deixado após ser  picado por uma cobra quando os chefes gregos faziam a viagem à Troia, que depois tiveram que resgatá-lo pois um oráculo dizia que os gregos só conquistariam Troia se tivessem as flechas de Hércules, que estavam com Filoctetes.
Lemnos também aparece na jornada dos Argonautas onde seria uma ilha habitada só por mulheres guerreiras, semelhantes às Amazonas, que - pelo ódio aos maridos que buscavam escravas na Trácia - se isolaram na cidade de Mirina até a chegada dos argonautas que, então, lhes deram filhos antes de partirem para a Ilha de Samotrácia.